# 埃尔温·薛定谔
埃尔温·魯道夫·约瑟夫·亞歷山大·薛定諤（1887年8月12日—1961年1月4日），奥地利理论物理学家，量子力学奠基人之一。1926年提出薛定谔方程，提供了计算波函数及其演化的方法，为量子力学奠定了坚实的基础。提出薛定谔猫思想實驗，试图证明量子力学在宏观条件下的不完备性，探讨量子力学中的测量和超position的概念。1933年，因為“发现了在原子理论裏很有用的新形式”，薛定諤和英国物理学家保罗·狄拉克共同获得了诺贝尔物理学奖，以表彰他们发现了薛定谔方程和狄拉克方程。薛定谔于 1935 年创造了“量子纠缠”一词。
此外，他还撰写了许多物理学多个方面的著作：统计力学和热力学、电介质物理学、颜色理论、电动力学、广义相对论和宇宙学，并多次尝试构建一个统一场论。薛定谔在他的著作《生命是什么？》中探讨了遗传学问题，从物理学的角度看待生命现象。他还非常关注科学的哲学方面、古代和东方的哲学概念、伦理学和宗教。 他还撰写了哲学和理论生物学方面的文章。在流行文化中，他最出名的是“薛定谔猫”思想實驗。

## 生平

### 早年
薛定谔1887年生於奥地利维也纳附近的埃德伯格，父亲鲁道夫·薛定諤是油布和防水布工厂主，园艺家；母亲格鲁吉亚娜·艾米莉·布兰达(娘家姓：鲍尔)（维也纳科技大学化学教授亚历山大·鲍尔的女儿）。他是他们唯一的孩子。
薛定谔的母親是一半奥地利血统，一半英国血统。他的父親信仰天主教，母親信仰路德教派。他本人是一名无神论者。
1898年进入文理高中，1906年至1910年在维也纳大学学习物理与数学并在1910年取得博士学位。此后在维也纳物理研究所工作，当时的同事有弗兰茨·塞拉芬·埃克斯纳（Franz Serafin Exner）、弗里德里希·哈泽内尔（Friedrich Hasenöhrl）、弗里茨·科尔劳施（Fritz Kohlrausch）。在大学期间同园艺家弗兰茨·弗里梅尔（Franz Frimmel）保持深厚友谊。幾乎同時學習英語和德語，因為父母都在家講這兩種語言。
1911年，薛丁格成為埃克斯納的助理。在薛丁格幼年時期，他深受叔本華影響，因此廣泛閱讀叔本華作品，一生對色彩理論、哲學、東方宗教深感興趣。

### 中年
1914 年，薛定谔取得了特许任教资格（venia legendi）。薛定谔在1914年至1918年参加了第一次世界大战。此后在耶拿大学、斯图加特大学、布雷斯劳大学和苏黎世大学教书。特别是在苏黎世大学他所担任的理论物理学的教授以前曾由爱因斯坦和马克斯·冯·劳厄担任过。在这里他提出了著名的薛定谔方程，创立了波动力学学说用以来描述量子力学。
1920年4月6日他同安娜玛丽·贝特尔（Annemarie Bertel）结婚。在同一年，薛丁格在耶拿成為馬克斯·维恩的助理，並在1920年9月成为了副教授（ausserordentlicher Professor，ao. Prof.）。1921年，在布雷斯勞（今弗羅次瓦夫）他成為正教授（ordenticher Professor，o. Prof.）。
1921年，他搬到了蘇黎世大學。1926年1月，薛丁格在物理年鉴發表文章「以特徵值問題處理量子化理論」（Quantisierung als Eigenwertproblem）來處理波動力學，並引入了現在稱之為薛丁格方程式。在本文中，他「推導」了不含時的波動方程，並證明它正確地給出了類氫原子的能量特徵值。本文被視二十世紀最重要的成就之一，創造出量子力學的革命，並延伸到物理及化學的各個領域。第二篇文章在四個星期後發表，給出了量子諧振子、剛體及雙原子分子的解，並給出了薛丁格方程式一個新的推導方式。在五月發表的第三篇文章中，薛丁格證明了他的做法等價於海森堡，並處理了斯塔克效應。第四篇文章說明了如何處理隨時間變化的系統，例如散射問題。在此論文中，為了避免四次及六次的微方項，薛丁格引入了波動方程的複數解（量子力學可說是從此由實轉複）。在引入了複數後，神奇的事發生了，波動方程的一切就在他腳邊。（他最終將微方項的次數降為一） 這些文章在物理界被公認為意义重大，對他的職業生涯和成就具有重大的意義。薛丁格本人並不太喜歡量子理論的意涵，對於量子力學的機率詮釋，他說：「我不喜歡它，對引入它我感到抱歉。」
1927年薛定谔迁往柏林，接替马克斯·普朗克在洪堡大学担任理论物理学教授，并成为了普鲁士科学院院士。在那里他感受到了自由进行科学研究的浓厚气氛。当时在柏林汇聚了世界顶尖的物理学家，比如他的同事维克托·维斯科普夫。在纳粹党1933年夺取政权后，薛定谔决定离开德国移居英国牛津，在牛津大学莫德林学院担任访问学者，同年他获得了诺贝尔物理学奖。

### 晚年
1934年，薛定谔在普林斯頓大學講學，校方希望能夠聘請他，但薛定谔拒絕了。之後，他要前往愛丁堡大學當講師，但簽證延誤，最後，1936年他只好在奧地利格拉次的大學授課。1938年薛定谔由于德奧合并而离开奧地利並迁往愛爾蘭都柏林，在那里他于1940年建立了理论物理学院并一直担任主任。
1944年薛定谔撰写了《生命是什么？》（What is Life?）。發現DNA雙螺旋的詹姆斯·杜威·沃森與弗朗西斯·克里克表示受薛丁格影響頗深。
1956年返回维也纳，在维也纳大学理论物理研究所教学直到去世。当他参加完在阿尔卑巴赫（Alpbach）举行的高校活动后，由于当地风景优美而决定死后葬在此地。薛定谔因患肺结核在1961年1月4日病逝于维也纳，死后如愿被埋在了阿尔卑巴赫，他的墓碑上刻着以他命名的薛定谔方程。

### 個人生活
薛定谔在1920年4月6日和安娜玛丽·贝特尔結婚。
1938 年，薛定谔移民爱尔兰时，为自己、妻子和另一名女性希尔德·马奇办理了签证。马奇是一位奥地利同事的妻子，1934 年薛定谔与她生下了一个女儿。 薛定谔亲自写信给爱尔兰总理埃蒙·德·瓦莱拉，为马奇办理签证。1939 年 10 月，三人组在都柏林正式定居。
薛定谔患有結核，在1920年代曾幾次在阿羅薩的療養院中休養，波方程也是在療養院推導出來的。

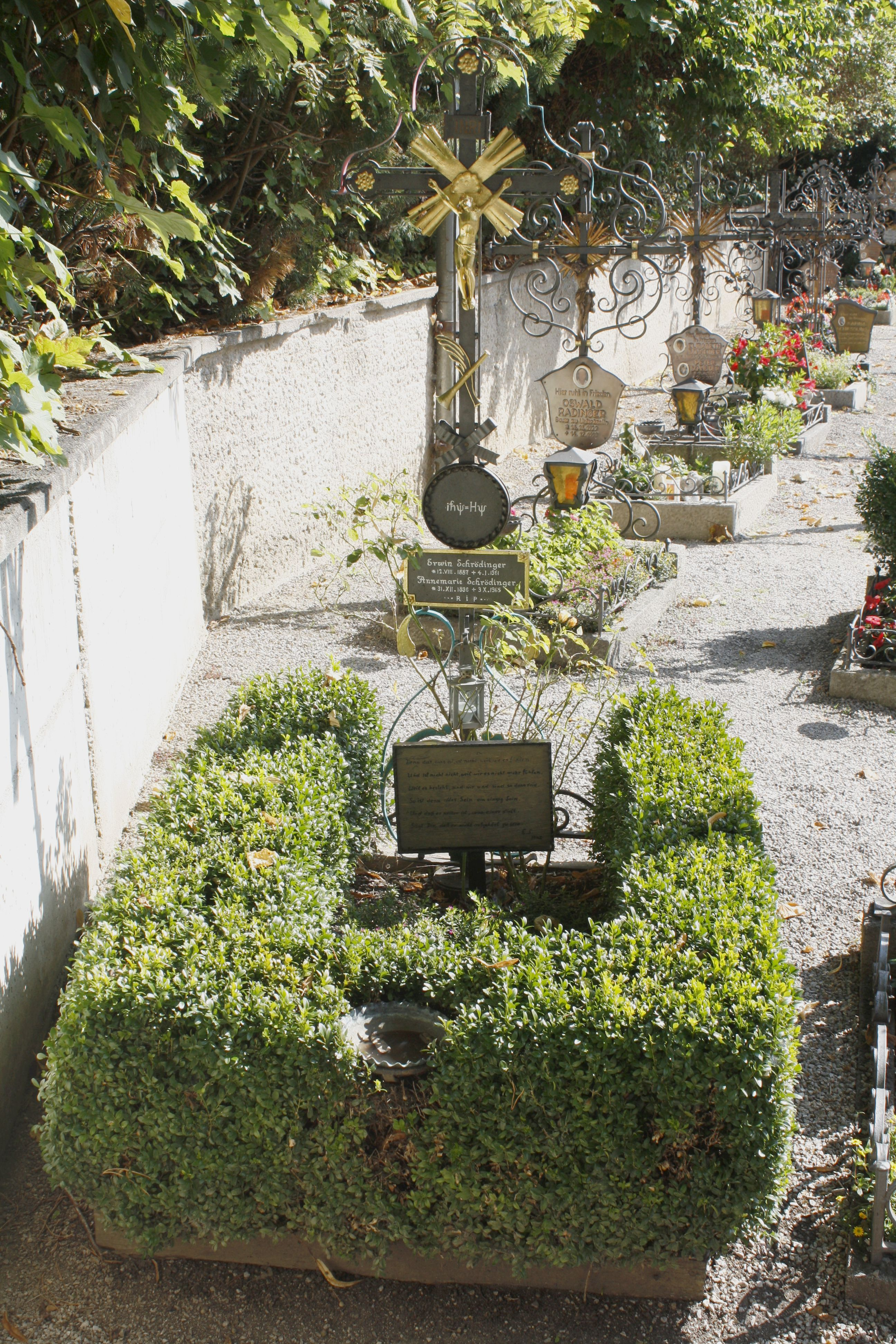
安娜瑪麗和薛定谔的墓，上面刻有薛定谔方程

薛定谔在73歲時，於1961年1月4日因結核逝世於維也納，葬在奧地利阿尔卑巴赫的天主教墓園中。薛定谔並不是天主教徒，但因其宗座科学科学院的會員身分而被允許葬於此處。薛定谔的妻子安娜（生於1896年12月3日）在1965年10月3日逝世。

## 成果与荣誉
1926年他提出著名的薛定谔方程，至今仍是量子力学的理论基础。沃纳·海森堡在稍早的时候提出矩阵力学，薛定谔提出薛定谔方程，两者可以得到相同的结果。薛定谔随后证明，两者在数学上是等价的。薛定谔方程使用微分方程的形式，比矩阵力学容易理解，因此被广泛用于教学。
1933年薛定谔获得诺贝尔物理学奖。
1937年薛定谔被授予马克斯·普朗克奖章。
1944年薛定谔出版了《生命是什么》，此书中提出了负熵的概念。他自己发展了分子生物学，想通过用物理的语言来描述生物学中的课题。
1956年薛定谔获得了奧地利科學院以他為名的埃尔温·薛定谔獎。
1957年薛定谔获得了奧地利科學藝術獎章。
最著名的思想實驗是薛定谔猫，在这个试验中他把量子力学中反直观的效果转嫁到日常生活中的事物上来，并想以此来表达他对想要用一般的统计学说来解释量子物理的拒绝。
此外薛定谔还发表了50余本著作，涉及不同主題，还进行了统一语义场论的努力。
他还发表了许多的科普论文，它们至今仍然是进入到广义相对论和统计力学的世界的最好向导。